# カザフスタンの世界遺産
カザフスタンの世界遺産（カザフスタンのせかいいさん）は、ユネスコの世界遺産に登録されているカザフスタン国内の文化・自然遺産の一覧。Category:カザフスタンの世界遺産に索引がある。

## 文化遺産
- ホージャ・アフマド・ヤサヴィー廟 - （2003年）
- タンバリの考古的景観の岩絵群 - （2004年）
- シルクロード:長安-天山回廊の交易路網 - （2014年）

## 自然遺産
- サリャルカ - 北カザフスタンのステップと湖群 - （2008年）
- 西天山 - (2016年)
  - ウズベキスタン、キルギスと共有。
- 寒冬のトゥラン砂漠群 - (2023年)
  - ウズベキスタン、トルクメニスタンと共有。

## 複合遺産
なし